# Шариярви
Шариярви — озеро на территории Костомукшского городского округа Республики Карелии.

## Общие сведения
Площадь озера — 1,7 км², площадь водосборного бассейна — 103 км². Располагается на высоте 230,4 метров над уровнем моря.
Форма озера лопастная, продолговатая: оно вытянуто с севера на юг. Берега каменисто-песчаные, местами заболоченные.
Через озеро протекает река Толлойоки, впадающая в озеро Верхнее Куйто.
В озере расположено не менее трёх небольших безымянных островов.
Код объекта в государственном водном реестре — 02020000811102000004029.